# 臺南市媒體
臺南市媒體，描述臺南市主要的傳播媒體。

## 報刊

### 全國性報紙
- 自由時報
- 中國時報
- 工商時報
- 聯合報
- 經濟日報
- 民眾日報
- Taipei Times

### 地方性報紙
- 中華日報

## 出版社
- 南一書局
  - 長鴻出版社，以漫畫代理為主。
- 翰林出版

## 電視臺
臺南市可以收看七家無線電視臺、22個頻道（含15個高畫質電視頻道，見臺灣無線電視現有頻道），接收轉播站位於高雄市中寮山及台南市關子嶺。此外臺南市有四家有線電視台，分別是省轄市時期臺南市的雙子星有線電視、三冠王有線電視，曾文溪以北的「南天有線電視」，曾文溪以南的新永安有線電視。中華電信MOD亦可在臺南申裝。

## 廣播電臺
臺南市第一家經行政院新聞局核准的中功率區域電台為古都廣播電台，1995年2月26日開播，頻率是FM 102.5。
臺南市可以接收眾多家合法廣播電臺節目，如警廣治安交通網高雄臺、臺北國際社區廣播電台(ICRT)、教育廣播電台、中廣流行網（I Like Radio）、高雄廣播電台、蘋果線上、漢聲廣播電台和中廣寶島網等，其中廣播電臺總部設立在臺南市有11家，如南都廣播電臺、府城之聲、嘉南廣播電臺、曾文溪廣播電臺、愛鄉鄉之聲廣播電臺、自由之聲廣播電臺、臺南之聲廣播、古都電臺、建國廣播電臺、人生廣播電臺、新營之聲廣播電臺和長榮之聲〈校園實習電臺〉。

### 調頻（FM）頻道
| 頻率                     | 電台名稱                                           |
| ------------------------ | -------------------------------------------------- |
| 89.1 兆赫                | 南都廣播電臺                                       |
| 89.5 兆赫                | 新營人生廣播電臺                                   |
| 89.9 兆赫                | 曾文溪廣播電臺                                     |
| 90.1 兆赫                | Hit FM（高雄地區電臺，涵蓋原臺南市和仁德區以南）   |
| 90.3 兆赫                | 新營之聲廣播電臺                                   |
| 90.7 兆赫                | 愛鄉之聲廣播電臺                                   |
| 91.1 兆赫                | 府城之聲廣播電臺                                   |
| 91.5 兆赫                | 自由之聲廣播電臺                                   |
| 91.9 兆赫                | 嘉南廣播電臺                                       |
| 92.3 兆赫                | 嘉樂廣播電臺（嘉義地區電臺，涵蓋臺南市曾文溪以北） |
| 92.7 兆赫                | 臺南之聲廣播電臺                                   |
| 93.1 兆赫                | 警廣高雄台                                         |
| 93.7 兆赫                | 領袖廣播電臺                                       |
| 94.3 兆赫                | 高雄廣播電臺（高雄地區電臺）                       |
| 96.3 兆赫                | 原住民族廣播電台                                   |
| 97.1 兆赫                | 臺南知音廣播電台（城市廣播網）                     |
| 97.9 兆赫                | 凱旋廣播電台 (微微笑廣播網)                        |
| 98.7 兆赫                | 青春廣播電臺（A-Line Radio，涵蓋曾文溪以南）       |
| 98.9 兆赫                | 正港廣播電臺（A-Line Radio，涵蓋曾文溪以北）       |
| 99.9 兆赫                | 大眾廣播電臺（KISS Radio，高雄地區電臺）           |
| 100.7 兆赫               | 台北國際社區廣播電台（ICRT）                       |
| 102.5 兆赫               | 古都廣播電台                                       |
| 103.1 兆赫 ／ 103.3 兆赫 | 中廣流行網（I Like Radio）                         |
| 104.3 兆赫 ／ 105.9 兆赫 | 講客廣播電台                                       |
| 104.9 兆赫               | 警廣全國治安交通網                                 |
| 106.5 兆赫               | 指南廣播電臺（青春線上）                           |
| 107.7 兆赫               | 教育廣播電臺                                       |

### 調幅（AM）頻道
| 頻率      | 電台名稱                     |
| --------- | ---------------------------- |
| 693 千赫  | 漢聲臺南臺                   |
| 711 千赫  | 中廣鄉親網                   |
| 774 千赫  | 勝利之聲廣播電臺第一廣播部分 |
| 801 千赫  | 建國廣播電臺新化轉播臺       |
| 891 千赫  | 中廣臺南臺                   |
| 954 千赫  | 建國廣播電臺新營轉播臺       |
| 1071 千赫 | 電聲廣播電臺                 |
| 1188 千赫 | 勝利之聲廣播電臺第二廣播部分 |
| 1296 千赫 | 中廣新聞網（News Radio）     |
| 1314 千赫 | 警廣臺南臺                   |

## 網際網路
網際網路服務提供商有15家，主要業者有Hinet、Seednet、So-net、Giga、台灣固網等。臺南市使用寬頻上網的家戶比例高達百分之六十五以上。 